# Sommer-Paralympics 2016/Teilnehmer (Finnland)
| stlisierte Goldmedaille | stlisierte Silbermedaille | stlisierte Bronzemedaille |
| ----------------------- | ------------------------- | ------------------------- |
| 1                       | 1                         | 1                         |

Finnland entsandte sieben Athletinnen und 19 Athleten zu den Paralympischen Sommerspielen 2016 in Rio de Janeiro,  die in elf Sportarten antraten. Fahnenträgerin für Finnland bei der Eröffnungsfeier war die Reiterin Katja Karjalainen.

## Medaillen

### Medaillenspiegel
| Rang   | Sportart       | Gold | Silber | Bronze | Gesamt |
| ------ | -------------- | ---- | ------ | ------ | ------ |
| 1      | Leichtathletik | 1    | 1      | 1      | 3      |
| Gesamt | Gesamt         | 1    | 1      | 1      | 3      |

## Teilnehmer nach Sportart

### Bogenschießen
| Athleten             | Wettbewerb    | Qualifikation | Qualifikation | 1. Runde | 1. Runde | Achtelfinale | Achtelfinale | Viertelfinale | Viertelfinale | Halbfinale    | Halbfinale    | Finale        | Finale        | Rang |
| Athleten             | Wettbewerb    | Ringe         | Rang          | Gegner   | Ergebnis | Gegner       | Ergebnis     | Gegner        | Ergebnis      | Gegner        | Ergebnis      | Gegner        | Ergebnis      | Rang |
| -------------------- | ------------- | ------------- | ------------- | -------- | -------- | ------------ | ------------ | ------------- | ------------- | ------------- | ------------- | ------------- | ------------- | ---- |
| Männer               |               |               |               |          |          |              |              |               |               |               |               |               |               |      |
| Jere Forsberg        | Compound Open | 672           | 10            | A. Dudka | 141:136  | A. Simonelli | 136:140      | ausgeschieden | ausgeschieden | ausgeschieden | ausgeschieden | ausgeschieden | ausgeschieden | 9    |
| Jean-Pierre Antonios | W1            | 594           | 12            | —        | —        | J. Walker    | 123:131      | ausgeschieden | ausgeschieden | ausgeschieden | ausgeschieden | ausgeschieden | ausgeschieden | 9    |

### Goalball
| Wettbewerb    | Männer                                                                                |
| ------------- | ------------------------------------------------------------------------------------- |
| Athleten      | Jarno Mattila Ville Montonen Erkki Miinala Markus Tihumäki Miika Honkanen Petri Posio |
| Gruppenphase  | Litauen (6:13) Türkei (5:8) Vereinigte Staaten (2:6) Volksrepublik China (11:7)       |
| Viertelfinale | ausgeschieden                                                                         |
| Rang          | 9                                                                                     |

### Leichtathletik
Laufen
| Athleten                    | Wettbewerb | Vorlauf     | Vorlauf | Halbfinale    | Halbfinale    | Finale        | Finale        | Rang |
| Athleten                    | Wettbewerb | Zeit        | Rang    | Zeit          | Rang          | Zeit          | Rang          | Rang |
| --------------------------- | ---------- | ----------- | ------- | ------------- | ------------- | ------------- | ------------- | ---- |
| Männer                      |            |             |         |               |               |               |               |      |
| Henry Manni                 | 100 m T34  | 15,78 s     | 2       | —             | —             | 15,46 s       | 3             |      |
| Toni Piispanen              | 100 m T51  | —           | —       | —             | —             | 22,02 s       | 4             | 4    |
| Leo Pekka Tahti             | 100 m T54  | 14,00 s     | 1       | —             | —             | 13,90 s       | 1             |      |
| Esa-Pekka Mattila           | 100 m T54  | 15,07 s     | 5       | —             | —             | ausgeschieden | ausgeschieden | 11   |
| Toni Piispanen              | 400 m T51  | —           | —       | —             | —             | 1:30,27 min   | 6             | 6    |
| Henry Manni                 | 800 m T34  | 1:47,51 min | 3       | —             | —             | 1:41,92 min   | 4             | 4    |
| Frauen                      |            |             |         |               |               |               |               |      |
| Ronja Oja Guide: Jesper Oya | 100 m T11  | 13,39 s     | 4       | ausgeschieden | ausgeschieden | ausgeschieden | ausgeschieden | 13   |
| Amanda Kotaja               | 100 m T54  | 16,76 s     | 3       | —             | —             | 16,47 s       | 6             | 6    |
| Amanda Kotaja               | 400 m T54  | 59,17 s     | 5       | —             | —             | ausgeschieden | ausgeschieden | 10   |

Springen und Werfen
| Athleten           | Wettbewerb      | Finale  | Finale | Rang |
| Athleten           | Wettbewerb      | Weite   | Rang   | Rang |
| ------------------ | --------------- | ------- | ------ | ---- |
| Frauen             |                 |         |        |      |
| Ronja Oja          | Weitsprung T11  | 4,30 m  | 9      | 9    |
| Marjaana Heikkinen | Kugelstoßen F34 | 6,26 m  | 7      | 7    |
| Marjaana Heikkinen | Speerwerfen F34 | 18,42 m | 2      |      |

### Powerlifting (Bankdrücken)
| Athleten     | Wettbewerb | Ergebnis | Rang |
| ------------ | ---------- | -------- | ---- |
| Männer       |            |          |      |
| Juhani Kokko | bis 59 kg  | 145 kg   | 6    |

### Radsport

#### Straße
| Athleten                                 | Wettbewerb          | Zeit         | Rang |
| ---------------------------------------- | ------------------- | ------------ | ---- |
| Männer                                   |                     |              |      |
| Jarmo Ollanketo Pilot: Tommi Martikainen | Einzelzeitfahren B  | 36:39,83 min | 9    |
| Jarmo Ollanketo Pilot: Tommi Martikainen | Straßenrennen B     | 2:32:09 h    | 10   |
| Jani Peltopuro                           | Einzelzeitfahren H3 | 32:32,91 min | 10   |
| Jani Peltopuro                           | Straßenrennen H3    | 1:39:25 h    | 8    |

### Reiten
| Athleten                        | Wettbewerb(e)            | Punkte/Prozent | Rang |
| ------------------------------- | ------------------------ | -------------- | ---- |
| Katja Karjalainen mit High Flow | Individual Test-Grade Ia | 71,043 %       | 7    |
| Katja Karjalainen mit High Flow | Kür Grade Ia             | 71,850 %       | 7    |

### Segeln
| Mixed        |                      |      |   |   |
| Niko Salomaa | Einer Kielboot 2.4mR | 79,0 | 8 | 8 |

### Schießen
| Athleten               | Wettbewerb                  | Qualifikation   | Qualifikation | Finale          | Finale        | Rang |
| Athleten               | Wettbewerb                  | Ringe/ Scheiben | Rang          | Ringe/ Scheiben | Rang          | Rang |
| ---------------------- | --------------------------- | --------------- | ------------- | --------------- | ------------- | ---- |
| Mixed                  |                             |                 |               |                 |               |      |
| Minna Sinikka Leinonen | 10 m Luftgewehr liegend SH2 | 630,9           | 18            | ausgeschieden   | ausgeschieden | 18   |

### Schwimmen
| Athleten             | Wettbewerb              | Vorlauf     | Vorlauf | Finale        | Finale        | Rang |
| Athleten             | Wettbewerb              | Zeit        | Rang    | Zeit          | Rang          | Rang |
| -------------------- | ----------------------- | ----------- | ------- | ------------- | ------------- | ---- |
| Männer               |                         |             |         |               |               |      |
| Antti Antero Latikka | 100 m Rücken S13        | 1:01,93 min | 5       | 1:02,84 min   | 6             | 6    |
| Antti Antero Latikka | 100 m Schmetterling S13 | 1:03,72 min | 17      | ausgeschieden | ausgeschieden | 17   |
| Antti Antero Latikka | 50 m Freistil S13       | 26,22 s     | 16      | ausgeschieden | ausgeschieden | 16   |
| Antti Antero Latikka | 200 m Lagen SM13        | 2:23,70 min | 13      | ausgeschieden | ausgeschieden | 13   |
| Leo Lahteenmaki      | 100 m Schmetterling S9  | 1:09,43 min | 14      | ausgeschieden | ausgeschieden | 14   |
| Leo Lahteenmaki      | 50 m Freistil S9        | 26,74 s     | 10      | ausgeschieden | ausgeschieden | 10   |
| Leo Lahteenmaki      | 100 m Freistil S9       | 59,08 s     | 15      | ausgeschieden | ausgeschieden | 15   |
| Frauen               |                         |             |         |               |               |      |
| Meri-Maari Mäkinen   | 100 m Rücken S7         | 1:39,56 min | 14      | ausgeschieden | ausgeschieden | 14   |
| Meri-Maari Mäkinen   | 100 m Brust SB7         | 1:59,79 min | 11      | ausgeschieden | ausgeschieden | 11   |
| Meri-Maari Mäkinen   | 50 m Schmetterling S7   | 44,52 s     | 10      | ausgeschieden | ausgeschieden | 10   |
| Meri-Maari Mäkinen   | 200 m Lagen SM7         | DSQ         | DSQ     | ausgeschieden | ausgeschieden | DSQ  |

### Triathlon
| Athleten    | Klasse | Zeit      | Rang |
| ----------- | ------ | --------- | ---- |
| Frauen      |        |           |      |
| Liisa Lilja | PT2    | 1:26:01 h | 4    |

### Tischtennis
| Athleten      | Wettbewerb | Gruppenphase | Gruppenphase | Achtelfinale  | Achtelfinale  | Viertelfinale | Viertelfinale | Halbfinale    | Halbfinale    | Finale        | Finale        | Rang |
| Athleten      | Wettbewerb | Gegner       | Erg.         | Gegner        | Erg.          | Gegner        | Erg.          | Gegner        | Erg.          | Gegner        | Erg.          | Rang |
| ------------- | ---------- | ------------ | ------------ | ------------- | ------------- | ------------- | ------------- | ------------- | ------------- | ------------- | ------------- | ---- |
| Männer        |            |              |              |               |               |               |               |               |               |               |               |      |
| Esa Miettinen | Einzel C9  | C. Cabestany | 0:3          | ausgeschieden | ausgeschieden | ausgeschieden | ausgeschieden | ausgeschieden | ausgeschieden | ausgeschieden | ausgeschieden | 11   |
| Esa Miettinen | Einzel C9  | G. Last      | 2:3          | ausgeschieden | ausgeschieden | ausgeschieden | ausgeschieden | ausgeschieden | ausgeschieden | ausgeschieden | ausgeschieden | 11   |